# Эйс, Ирене
Ирене Эйс (нидерл. Irene Eijs, род. 16 декабря 1966) — голландская спортсменка, гребец, призёр кубка мира и чемпионата мира по академической гребле, а также Летних Олимпийских игр 1996 года.

## Биография
Ирене Эйс родилась 16 декабря 1966 в нидерландском городе Вассенаре, Южная Голландия. Тренировалась в клубе «KSRV Njord», Лейден. Профессиональную карьеру гребца начала с 1997 года.
Бронзовую медаль в свой актив Эйс заработала на соревнованиях II этапа кубка мира по академической гребле 1994 года в Париже. В заплыве одиночек с результатом 07:21.590 она заняла третье место, уступив первенство соперникам из Дании (07:21.350 — 2е место) и Бельгии (07:17.600 — 1е место).
Серебряную медаль на соревнованиях чемпионата мира по академической гребле 1995 в Тампере Эйс заработала в заплыве двоек парных. Вместе с Эке ван Нес они заняли второе место (6:55.84), уступив золото соревнования соперницам из Канады (6:55.76).
Бронзовую медаль на этом же соревновании 1995 года в Тапере Эйс заработала в составе голландской четвёрки. В финале заплыва её команда с результатом 06:43.220 заняла третье место, уступив первенство соперницам из Канады (06:43.020 — 2е место) и Германии (06:40.800 — 1е место).
Первая и единственная олимпийская награда в активе Эйс была выиграна на Летних Олимпийских играх 1996 года в Атланте. В заплыве двоек парных, вместе с ван Нес они заняли третье место (6:58.72), уступив первенство соперницам из Китая (6:58.35 — 2е место) и Канады (6:56.84 — 1е место).